# Be Your Own Pet
Be Your Own Pet – amerykańska grupa muzyczna punk rockowa z Nashville (stan Tennessee).

## Muzycy

### Ostatni skład zespołu
- Jemina Pearl Abegg – wokal
- Nathan Vasquez – gitara basowa
- Jonas Stein – gitara
- John Eatherly – perkusja

### Byli w zespole
- Jamin Orrall – perkusja
- Jake Orrall – gitara

## Dyskografia

### Albumy
- be your own PET, 27 marca 2006, (XL Recordings)
- Get Awkward, 18 marca 2008, (Universal Records)

### Minialbumy
- "Summer Sensation" – 18 kwietnia 2006 (Elastic Peace/Infinity Cat)
- "Damn Damn Leash EP (Japanese Import)" – 2005 (Infinity Cat/XL/Rough Trade)
- Extra Extra EP – 2006 Elastic Peace/XL

### Single
| Rok / Miesiąc | Tytuł Singla                                                  |
| ------------- | ------------------------------------------------------------- |
| 2004 wrzesień | "Damn Damn Leash"                                             |
| 2005 lipiec   | "Fire Department"                                             |
| 2005 grudzień | "Extra Extra"                                                 |
| 2005          | "Extra Extra Handmade Edition (limited to 100 copies)"        |
| 2005          | "Girls on TV (tour only single)"                              |
| 2006 styczeń  | "Let's Get Sandy (Big Problem)"                               |
| 2006 marzec   | "Adventure"                                                   |
| 2006 czerwiec | "Bicycle, Bicycle, You Are My Bicycle (download only single)" |